# توماس بوكنر
توماس بوكنر (بالإنجليزية: Thomas Buckner)‏ هو مغني أمريكي، ولد في 1941.

## روابط خارجية
- توماس بوكنر على موقع ميوزك برينز (الإنجليزية)
- توماس بوكنر على موقع أول ميوزيك (الإنجليزية)
- توماس بوكنر على موقع ديسكوغز (الإنجليزية)